# Abraham Stavans
Abraham Stavans, született Abraham Stavchansky Altschuler (Mexikóváros, 1933. január 31. – Mexikóváros, 2019. március 5.) mexikói színész.

## Filmjei

### Mozifilmek
- Őrültek háza (The Mansion of Madness) (1973)
- Once Upon a Scoundrel (1973)
- La sonrisa del diablo (1992)
- A ritmo de salsa (1994)
- Sucesos distantes (1996)
- Eredendő bűn (Original Sin) (2001)
- Las dos caras de Ana (2007)
- Morirse está en hebreo (2007)
- Morgana (2012)

### Tv-sorozatok
- Mundo de juguete (1974)
- Cananea (1978)
- El Chavo del 8 (1979, három epizódban)
- Soledad (1980, három epizódban)
- Pelusita (1980, három epizódban)
- Vanessa (1982, három epizódban)
- Cicatrices del alma (1986)
- Marionetas (1986)
- Chespirito (1990–1994)
- Baila conmigo (1992, egy epizódban)
- Ángeles sin paraíso (1992, három epizódban)
- Mi querida Isabel (1996, négy epizódban)
- Camila (1998, öt epizódban)
- Tres mujeres (1999, három epizódban)
- Mi destino eres tú (2000, három epizódban)
- Rebelde (2004, egy epizódban)
- Piel de otoño (2005, egy epizódban)
- Pablo y Andrea (2005, egy epizódban)
- Mujer, casos de la vida real (2006, öt epizódban)
- Lola, érase una vez (2007, egy epizódban)
- Kedves ellenség (Querida enemiga) (2008, egy epizódban)
- Adictos (2009, egy epizódban)
- Despertar contigo (2016, két epizódban)